# U-Bahnhof Baumwall
Der U-Bahnhof Baumwall – seit dem 1. Dezember 2016 mit dem Namenszusatz Elbphilharmonie – ist eine Haltestelle der Hamburger U-Bahn-Linie U3. Er befindet sich im Süden des Stadtteils Hamburg-Neustadt am Baumwall und ist als Teil der Viaduktstrecke am Hamburger Hafen ein Kulturdenkmal der Stadt Hamburg. Das Kürzel der Station bei der Betreiber-Gesellschaft Hamburger Hochbahn lautet „BL“. Der U-Bahnhof hat täglich knapp 30.000 Ein- und Aussteiger (mo–fr, 2019).

## Geschichte
Mit dem Bau des U-Bahnhofs wurde 1911 begonnen, er wurde mit einer Bahnsteighalle über den beiden Seitenbahnsteigen und dem Zugang auf der Ostseite fertiggestellt und am 28. Juni 1912 in Betrieb genommen. Die Benutzung dieser Haltestelle war von Anfang an insbesondere zu Schichtwechselzeiten sehr stark, da vom Anleger der nahegelegenen Kehrwiederspitze zahlreiche Boote und Schiffe zu den Arbeitsstätten im Hafen abgingen. Ab 1925 wurden beide Seitenbahnsteige nach Westen (außerhalb der Bahnsteighalle) verlängert, damit wegen des großen Fahrgastandrangs 6-Wagen-Züge abgefertigt werden konnten; vorher waren nur 4-Wagen-Züge möglich.
Bis 1993 wurde die Station behindertengerecht ausgebaut, in diesem Zusammenhang erhielten die beiden Seitenbahnsteige jeweils einen Aufzug am Westende der Bahnsteighalle, außerdem an ihren Westenden Zugangstreppen von einer neuen Fußgängerbrücke über die Straße Vorsetzen unter dem Hochbahnviadukt.
Als Haltestelle für die Elbphilharmonie wurde die Station bis Oktober 2010 für 4½ Mio. Euro nach einem Entwurf von Michael Blunck und Henning Rose saniert und umgebaut; die Tragwerksplanung übernahm die WTM Engineers GmbH. Zudem musste ein Viadukt am Binnenhafen erneuert werden.

## Lage und Ausbau
Die Station mit Seitenbahnsteigen liegt in unmittelbarer Nähe der Speicherstadt und der Elbphilharmonie. Sie wird von vielen Touristen als Zugang zu dieser benutzt. Auch der Weg zum Miniatur Wunderland beginnt hier und ist ab der Haltestelle ausgeschildert. Die Haltestelle ist mit zwei verglasten Aufzügen an den Seiten barrierefrei ausgebaut. Zudem gibt es einen direkten Übergang zum Gebäudekomplex des Verlags Gruner + Jahr mit einer Fußgängerbrücke über die Straße Baumwall am westlichen Ausgang des Bahnhofs. Diese wurde beim Bau des neuen Verlagsgebäudes um 1990 ergänzt.
In der Nähe des westlichen Zugangs befindet sich unterhalb des Viadukts ein kunstvoll gebautes Sieleinstiegshäuschen in die Kanalisation, das 1904 eigens für einen Besuch Kaiser Wilhelms II. errichtet wurde. Zum Tag des offenen Denkmals werden gelegentlich Besichtigungen angeboten. 

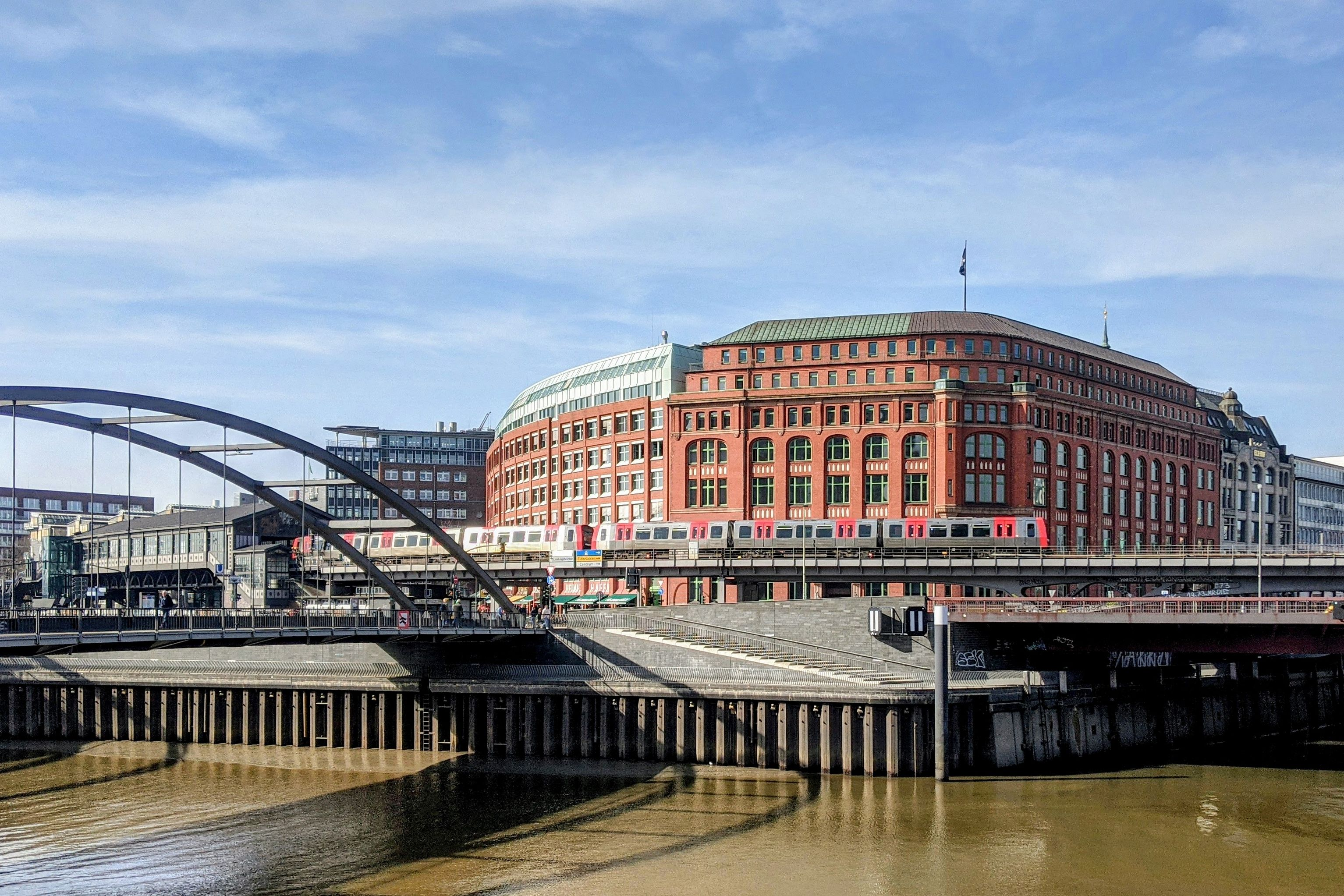
Ansicht vom Kehrwieder
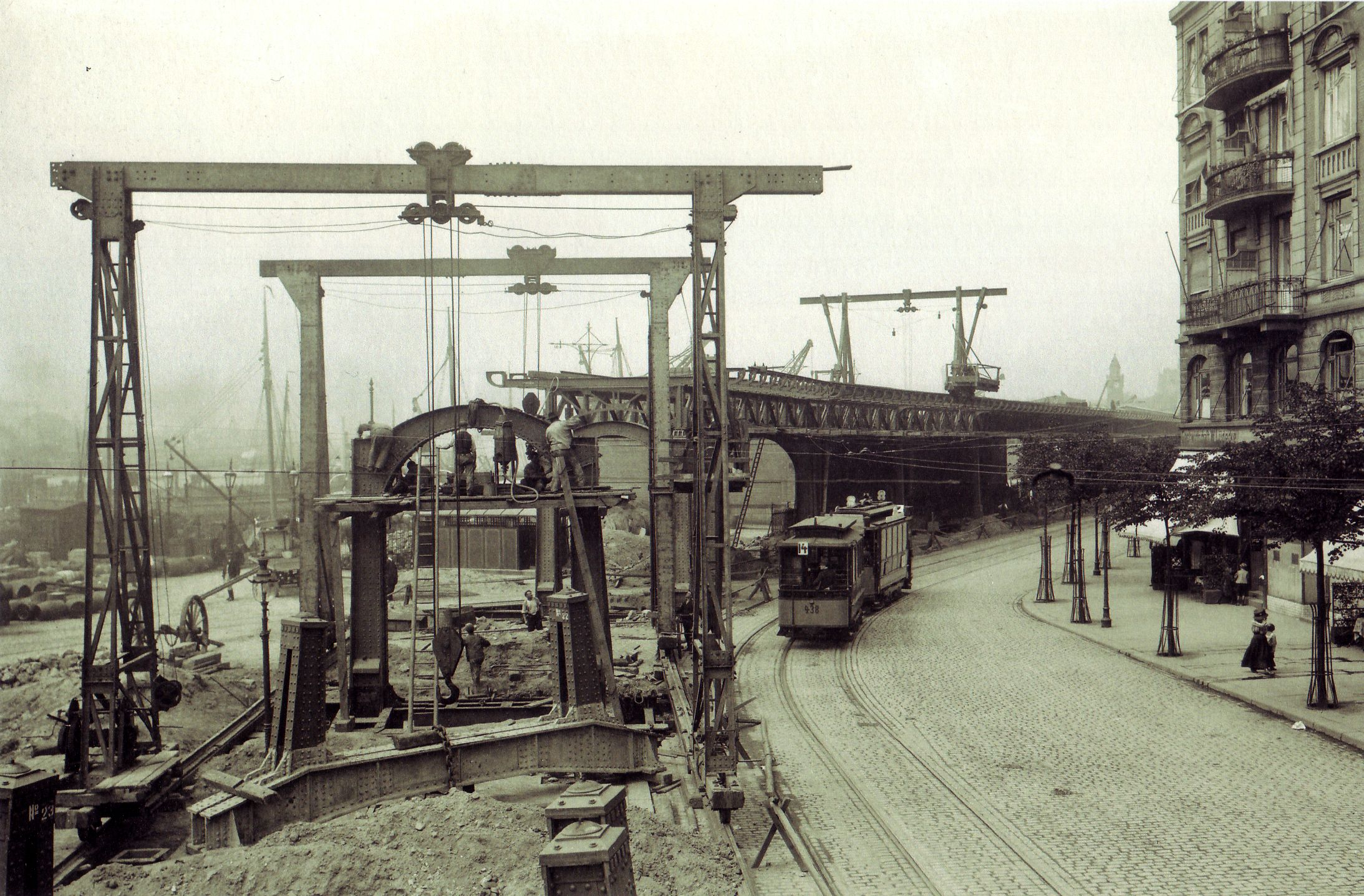
U-Bahn-Bau um 1910
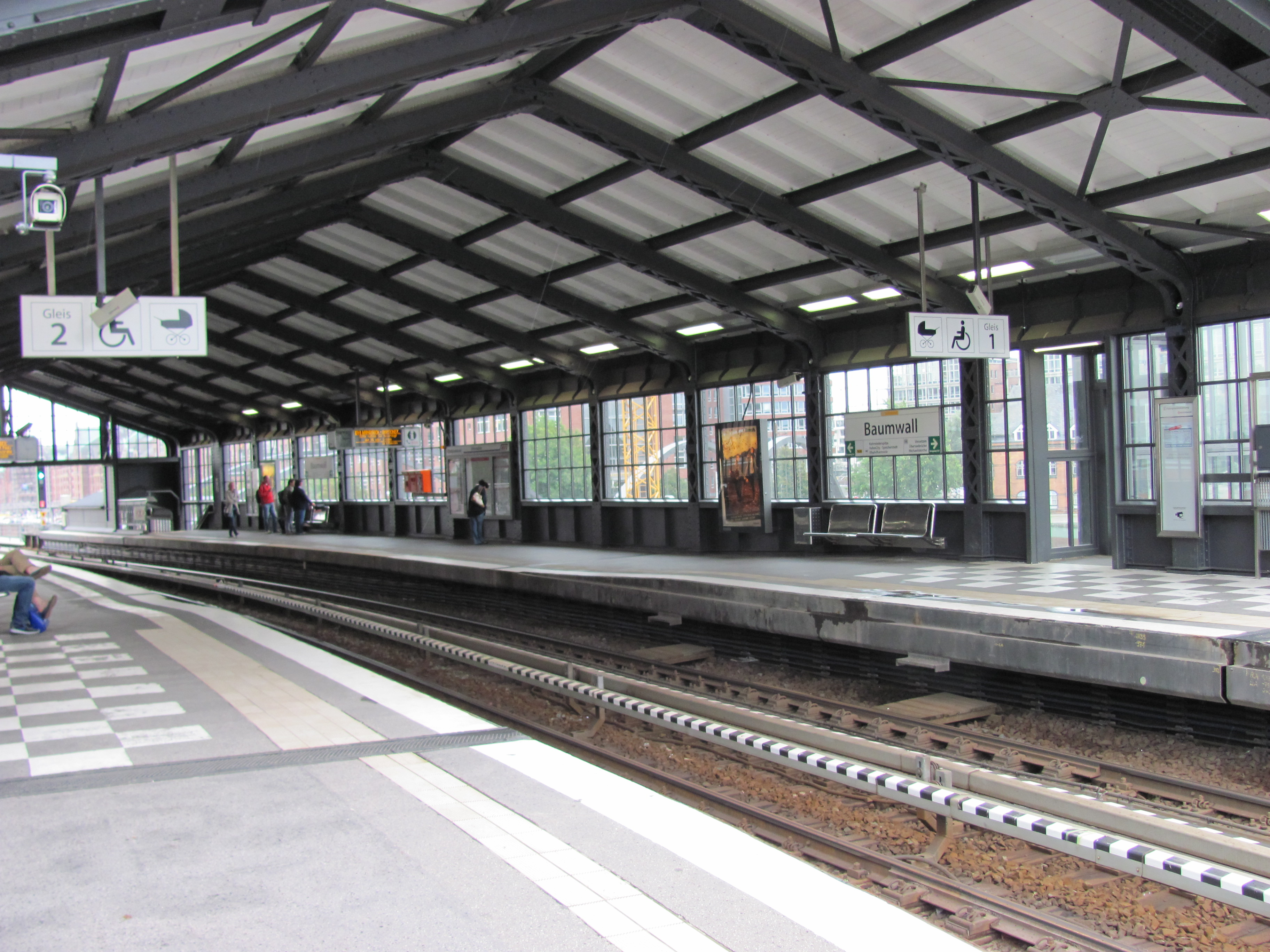
Bahnhofshalle
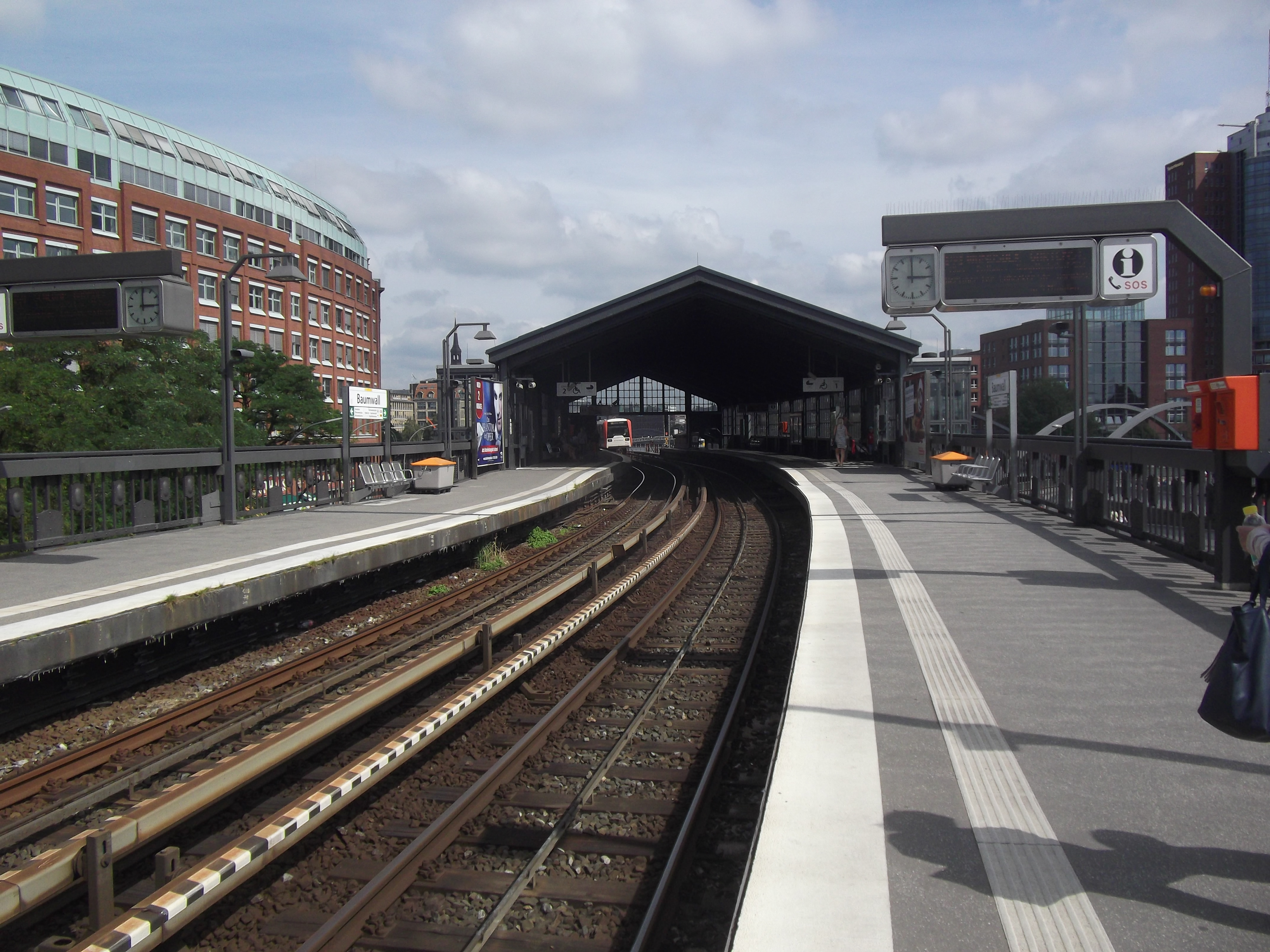
Äußerer Bahnsteigbereich
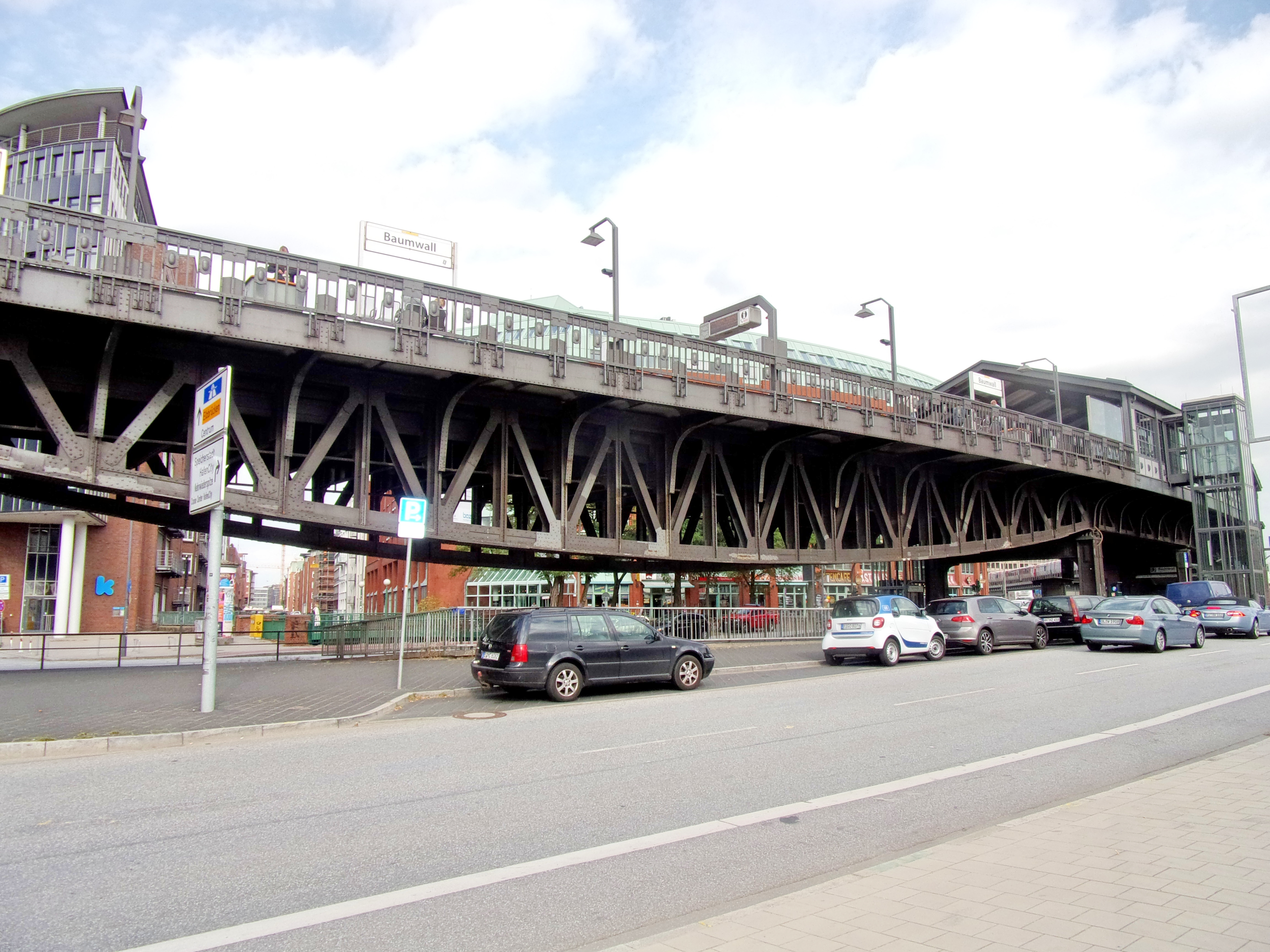
Viadukt über das Herrengrabenfleet
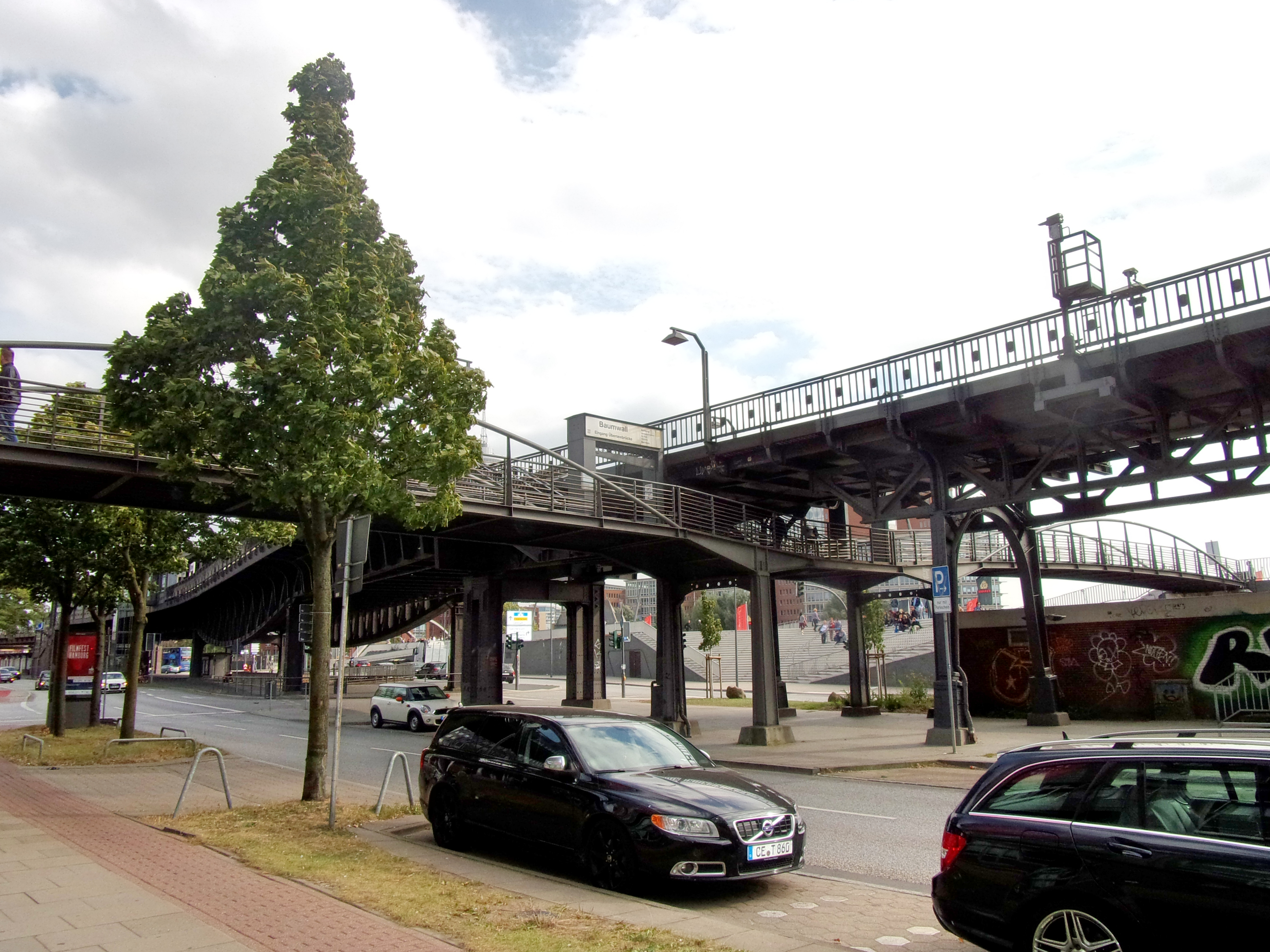
Westlicher Zugang „Überseebrücke“
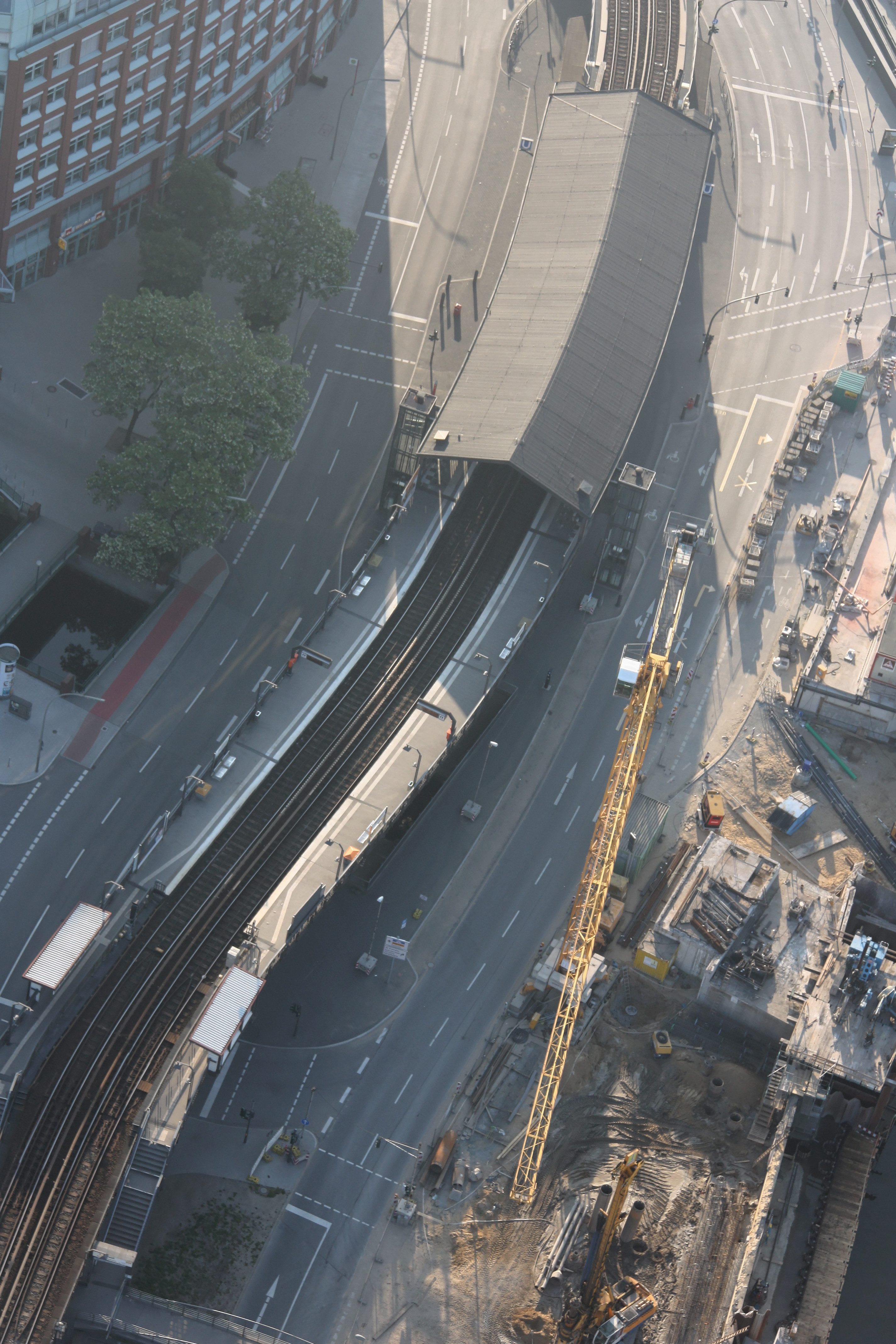
Luftaufnahme 2013

| Linie | Verlauf |
| ----- | --- |
| U 3   | Barmbek – Saarlandstraße – Borgweg (Stadtpark) – Sierichstraße – Kellinghusenstraße – Eppendorfer Baum – Hoheluftbrücke – Schlump – Sternschanze – Feldstraße (Heiligengeistfeld) – St. Pauli – Landungsbrücken – Baumwall (Elbphilharmonie) – Rödingsmarkt – Rathaus – Mönckebergstraße – Hauptbahnhof Süd – Berliner Tor – Lübecker Straße – Uhlandstraße – Mundsburg – Hamburger Straße – Dehnhaide – Barmbek – (in Planung Fuhlsbüttler Straße –) Habichtstraße – Wandsbek-Gartenstadt |